# Cratere Lehmann (Luna)

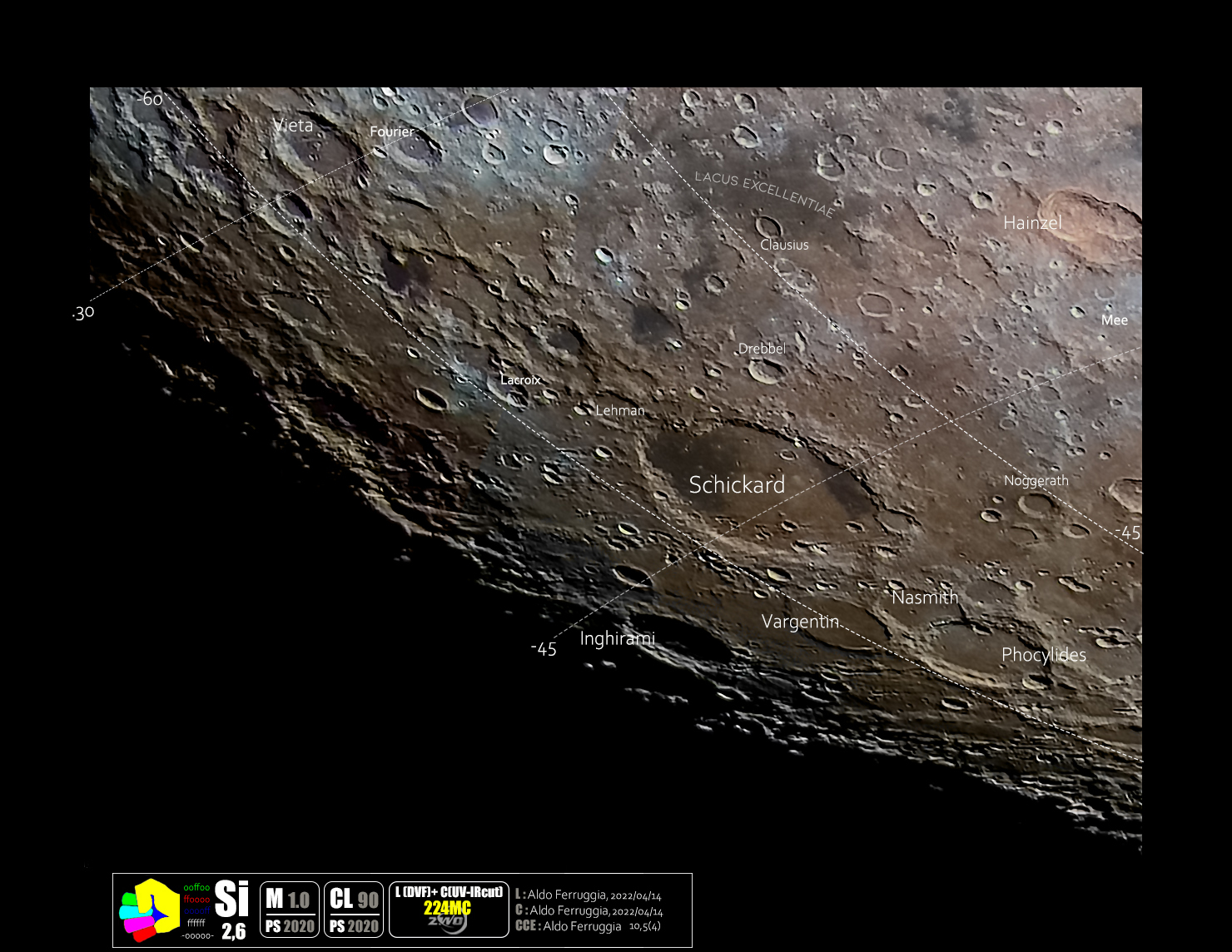
Immagine Selenocromatica(Si) del cratere

Lehmann è un cratere lunare di 53,85 km situato nella parte sud-occidentale della faccia visibile della Luna, vicino al bordo settentrionale del più grande cratere Schickard e a sudest del cratere Lacroix.
Lehmann è fortemente usurato con un bordo irregolare. Un piccolo cratere doppio si sovrappone ad una porzione del bordo a nord-ovest. Il pianoro interno è quasi piatto, con gruppi di piccoli crateri vicino ai bordi sud e ovest. Una interruzione nel bordo meridionale collega il cratere con il pianoro di Schickard. Un solco sinuoso si snoda lungo la lunghezza della valle.
Il cratere è dedicato all'astronomo tedesco Jacob Heinrich Wilhelm Lehmann.

## Crateri correlati
Alcuni crateri minori situati in prossimità di Lehmann sono convenzionalmente identificati, sulle mappe lunari, attraverso una lettera associata al nome.
| Lehmann | Coordinate            | Diametro (in km) |
| ------- | --------------------- | ---------------- |
| A       | 39°30′36″S 53°52′12″W | 29,64            |
| C       | 35°34′12″S 50°10′12″W | 15,08            |
| D       | 39°32′24″S 57°29′24″W | 12,08            |
| E       | 37°26′24″S 54°57′36″W | 44,88            |
| H       | 41°00′36″S 58°43′48″W | 13,81            |
| K       | 36°26′24″S 50°31′48″W | 5,58             |
| L       | 36°25′12″S 52°02′24″W | 5,85             |